# Chañe
Chañe es un municipio y localidad española de la provincia de Segovia, en la comunidad autónoma de Castilla y León. Está encuadrado en la comarca de El Carracillo, y cuenta con una población de 741 habitantes (INE 2024).

## Toponimia
Aparece citado en 1247 como Channe. El topónimo es la contracción del nombre compuesto Ecta Fanni (Echa Añe), de origen vasco-navarro. La primera parte puede derivar del vasco aita ‘padre, señor’, o bien de eche/iche, procedente de la raíz precelta etxe/etze ‘casa’; por su parte, el segundo término procede del latín Fannius, que derivaría en Fañe, Hañe y, finalmente, Añe. Se trataría, por tanto, de repobladores vascófonos, y el nombre aludiría a un grupo repoblador dirigido por alguien llamado Fañe o Hañe, o bien a la casa de Añe (como dueño del lugar).

## Geografía
Chañe se encuentra en el noroeste de la provincia de Segovia, a 60,5 kilómetros de la capital de provincia, y a 147,7 kilómetros de Madrid. Chañe está a 766 metros sobre el nivel del mar. Su término municipal tiene una extensión de 55,26 km².

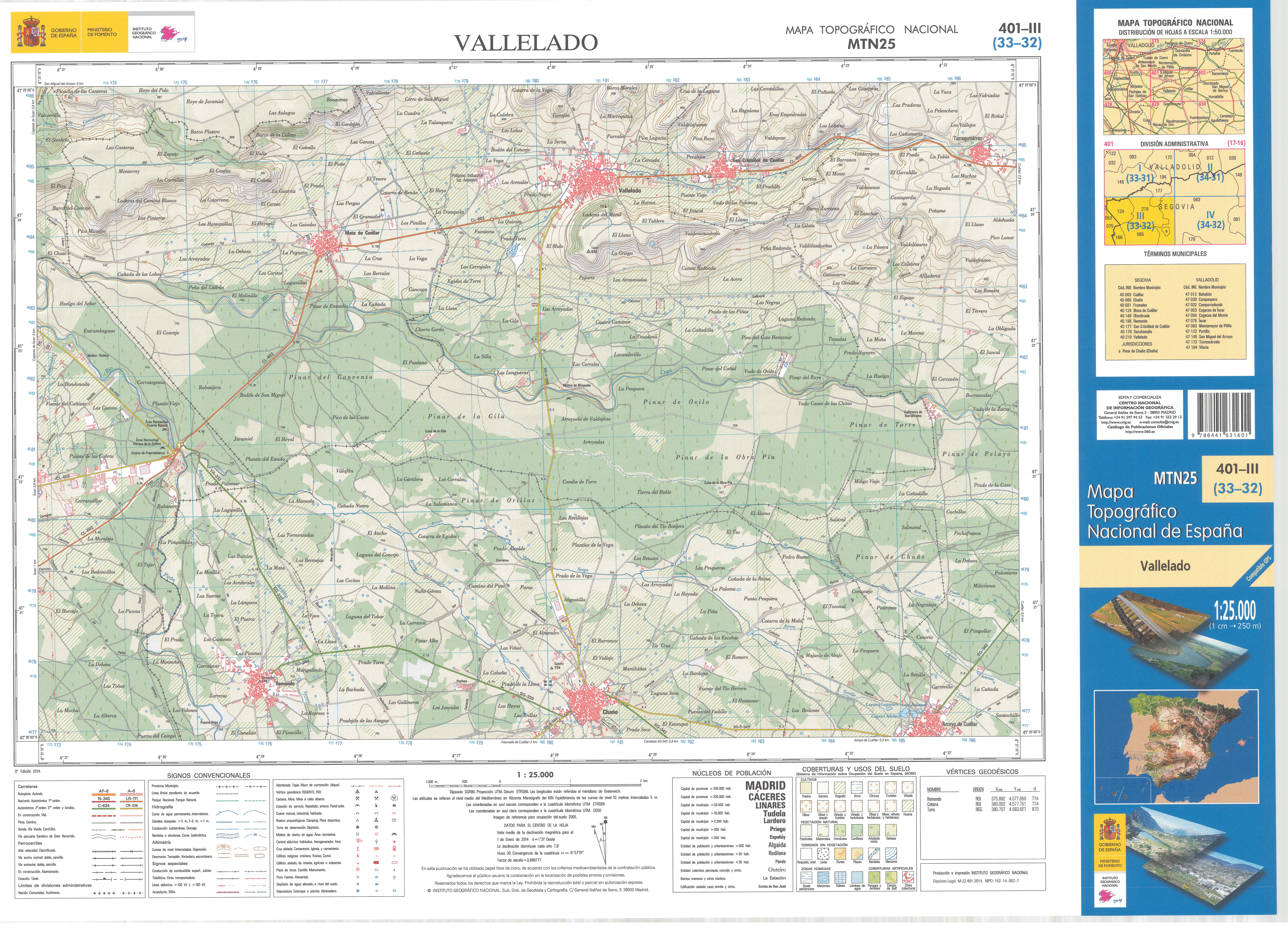
Fragmento de la hoja 401 del Mapa Topográfico Nacional de España de 2014 en el que se representa parte de Chañe

| Noroeste: Mata de Cuéllar    | Norte: Vallelado       | Noreste: Cuéllar          |
| Oeste: Remondo               |                        | Este: Arroyo de Cuéllar   |
| Suroeste Fresneda de Cuéllar | Sur: Narros de Cuéllar | Sureste: Campo de Cuéllar |

## Naturaleza
En el término del municipio existe una amplia tierra de pinares además de cañadas, cordeles, zonas arboladas, arroyos y lagunas.

## Demografía
Cuenta con una población de 741 habitantes (INE 2024).
| Gráfica de evolución demográfica de Chañe entre 1842 y 2021                                                           |
| |
| Población de derecho según los censos de población del INE. Población de hecho según los censos de población del INE. |

| Nacionalidad | Hombres | Mujeres | Total | %     | Proporción |
| ------------ | ------- | ------- | ----- | ----- | ---------- |
| Española     | 263     | 223     | 486   | 69.1% |            |
| Extranjera   | 100     | 117     | 217   | 30.8% |            |

En los años 2000, la población de Chañe aumentó debido a la llegada de numerosos inmigrantes. En el municipio a 1 de enero de 2015 llegaron a figurar censados 339 personas de origen extranjero (38,22% sobre la población total, en ese momento el porcentaje más alto de la provincia)

## Administración y política
| Periodo   | Nombre                                                            | Partido         |
| --------- | ----------------------------------------------------------------- | --------------- |
| 1979-1983 | Florencio Muñoz Sánchez                                           | UCD             |
| 1983-1987 | Florencio Muñoz Sánchez                                           | AP-PDP-UL       |
| 1987-1991 | Mª Carmen Pedriza Pérez                                           | AP              |
| 1991-1995 | Ramón Pascual Pérez                                               | PP              |

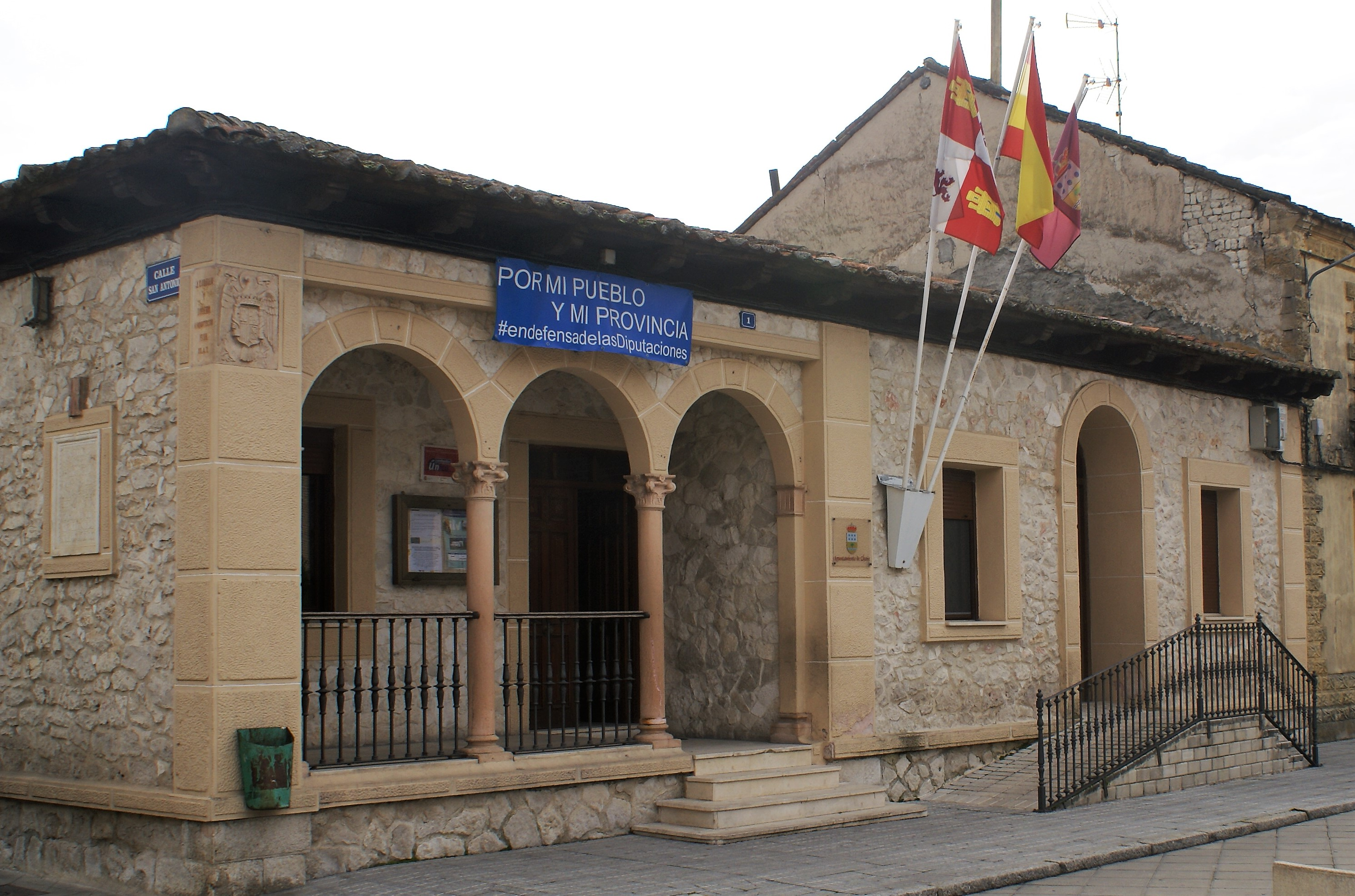
Casa consistorial

| 1995-1999 | Soraya Sancho Ruano (1995-1998)Mª Dolores Muñoz Muñoz (1998-1999) | PPIndependiente |
| 1999-2003 | Javier Esteban López                                              | Independiente   |
| 2003-2007 | Dionisio García Esteban                                           | PP              |
| 2007-2011 | Dionisio García Esteban                                           | PP              |
| 2011-2015 | Dionisio García Esteban                                           | PP              |
| 2015-2019 | Dionisio García Esteban                                           | PP              |
| 2019-2023 | Dionisio García Esteban                                           | PP              |
| 2023-act. | Dionisio García Esteban                                           | PP              |

## Cultura

### Patrimonio
Iglesia

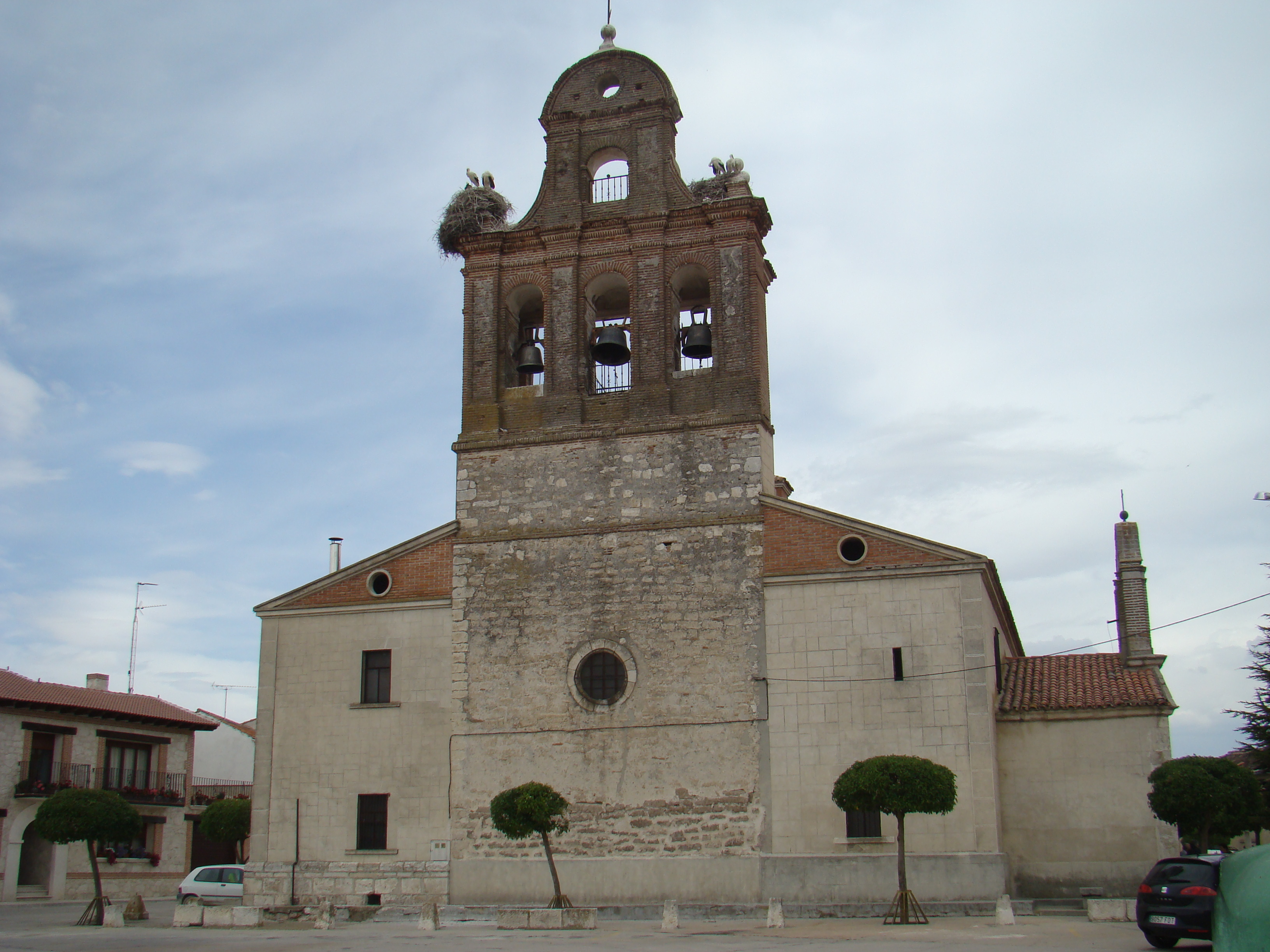
Iglesia de San Benito Abad

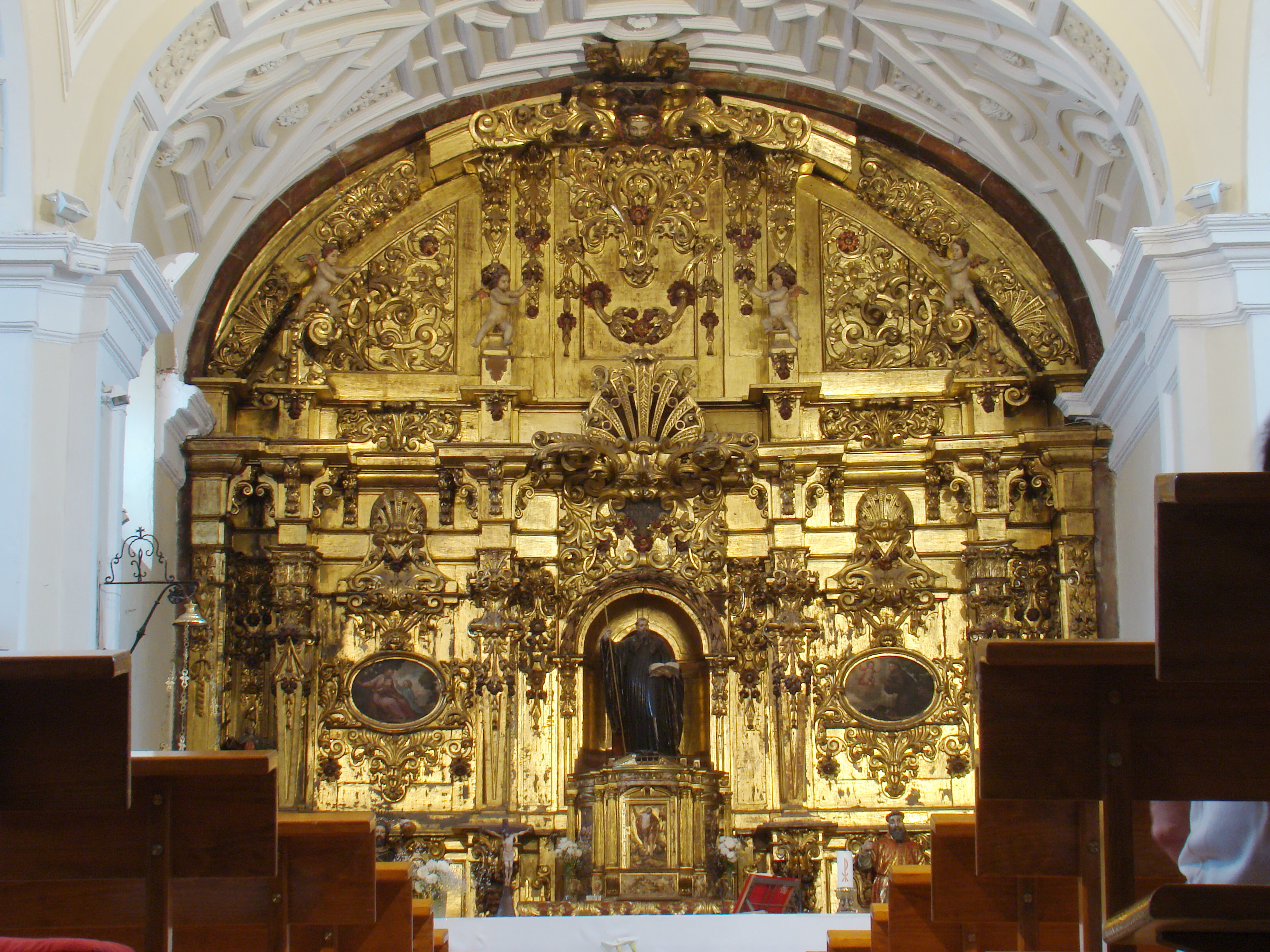
Retablo de la iglesia

El templo es un edificio de tres naves separadas por pilares y con una cúpula sobre pechinas en el crucero. El campanario es una espadaña. Tanto la construcción final como el retablo datan de la primera mitad del siglo XVIII. La iglesia ha sido restaurada recientemente.
Pegueras
Una de las construcciones más características de este municipio son las pegueras, construcciones de ladrillo (refractario) circulares o ligeramente ovaladas cubiertas con falsas cúpulas y recubiertas por su parte externa de barro. En ellas se quema resina (restos de miera) mezclada con barrujo y arena. De esta resina se obtiene la pez (sustancia resinosa sólida de un color pardo amarillento), que suele ser empleada para cubrir las cubas de vino e impermeabilizarlas. También se obtiene una pequeña proporcionde resina limpia y alquitràn.
Las pegueras se llenan completamente de leña y sarros y se sellan con adobe, dejando solo un hueco de ventilación en la parte superior para permitir una combustión lenta. Tras tres o cuatro días de combustión, la pez se recoge en ollas.
Arqueología
El municipio ha sido declarado de protección arqueológica debido al hallazgo de restos arqueológicos bajo sus tierras. Se han encontrado 22 yacimientos correspondientes a los periodos céltico, celtibérico, romano y visigodo.
Ermitas
- Ermita de San Antonio, se construyó en honor a dicho santo, pero debido a que la ermita está situada en las cercanías al despoblado de El Valle, cuando el lugar se despobló, la imagen de su patrona, la Virgen de los Remedios, se llevó a esta ermita, llevando la imagen de San Antonio a la iglesia.
- Ermita del Santo Cristo, en la que se encuentra una talla de Cristo Crucificado.

Ambas fueron rehabilitadas en 2006. En la ermita del Santo Cristo se encuentran dos cuadros cuyo autor es el pintor local José Sanz.

### Festividades y tradiciones
- Fiestas de San Roque: comienzan la noche antes del día 15 de agosto con el pregón y el chupinazo y con un acontecimiento que se repite cada año, el Campeonato de Motocross Nocturno. Las fiestas se prolongan generalmente durante cinco o seis días. También hay misas y procesiones bailadas en honor al santo.

- Semana Santa: se realizan una serie de procesiones por el pueblo.

- Fiestas del Corpus Christi: se trata de una fiesta singular en la que se sigue celebrando la fiesta del Corpus el jueves y el domingo siguiente. En ella se colocan altares en las puertas de varias casas del municipio y se celebra una procesión que va parando en cada altar.

- Noche de San Juan: la tarde del 24 de junio la gente acude al pinar a recoger las flores de San Juan, que crecen en los pinares de la zona y están muy perfumadas, y se forman cruces con ellas.

- Celebración de la Minerva. Es una sencilla pero solemne procesión que se realiza en el interior de la iglesia los terceros domingos de cada mes. Se dejó de realizar en los meses de verano, pero se ha retomado recientemente. En el templo está catalogada y registrada una bula del Papa Benedicto XIV de 1748 en la que se concede a la Parroquia de Chañe unirse a la Venerable Archicofradía del Santísimo Sacramento, aunque es posible que esta tradición tenga más de 500 años. En la procesión, el sacerdote, bajo palio portado por seis hombres, procesa con el sacramento por las naves del templo. Se reparten velas, en un principio solo para los hombres aunque ya también para las mujeres. Los monaguillos pasean con un incensario y hacen sonar las campanillas o esquilillas arrodillados frente al sacramento en cuatro paradas, una vez que el sacerdote vuelve al altar devuelve el sacramento al Sagrario.